# Evenks
Cet article concerne le peuple evenk. Pour la langue evenke, voir Evenki.
Les Evenks ou Ewenkis (russe : Эвенки ; chinois simplifié : 鄂温克族 ; chinois traditionnel : 鄂溫克族 ; pinyin : Èwēnkè Zú) constituent l'un des peuples Toungouses de Sibérie (Russie et Nord-Est de la Chine). Leur langue est une langue toungouse, l'evenki. Les Evenks forment au total une population d'environ 70 000 individus qui ne pratiquent pas tous la même religion ; certains pratiquent le lamaïsme, d'autres sont orthodoxes et d'autres encore restent dans un système animiste articulé autour du chamanisme. Ils constituent également l'une des nationalités de Chine où, selon le recensement de 2000, ils seraient autour de 30 000.
Le recensement de 2010 a dénombré 38 396 Evenks en Russie contre 30 875 en Chine.

## Objets culturels

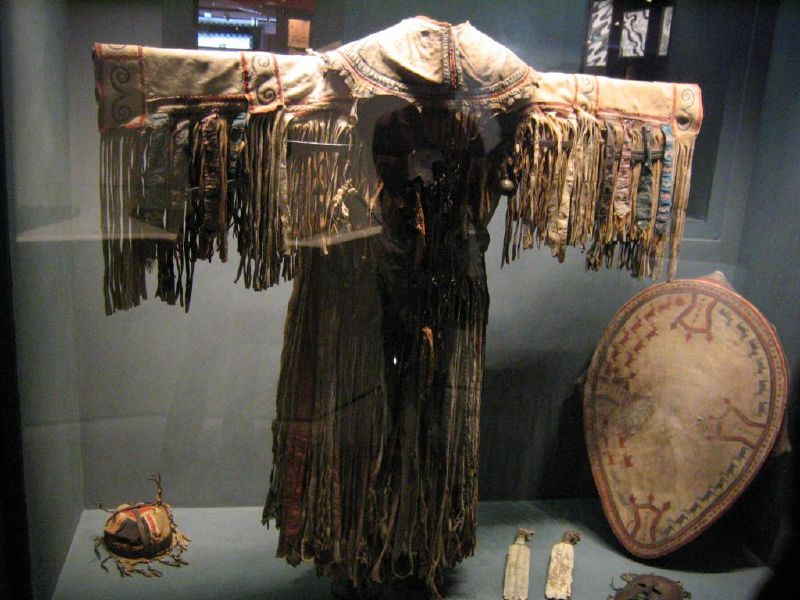
Costume de chaman, son tambour, les batteurs plats de percussion (baguettes), le chapeau et le masque utilisés pour les cérémonies
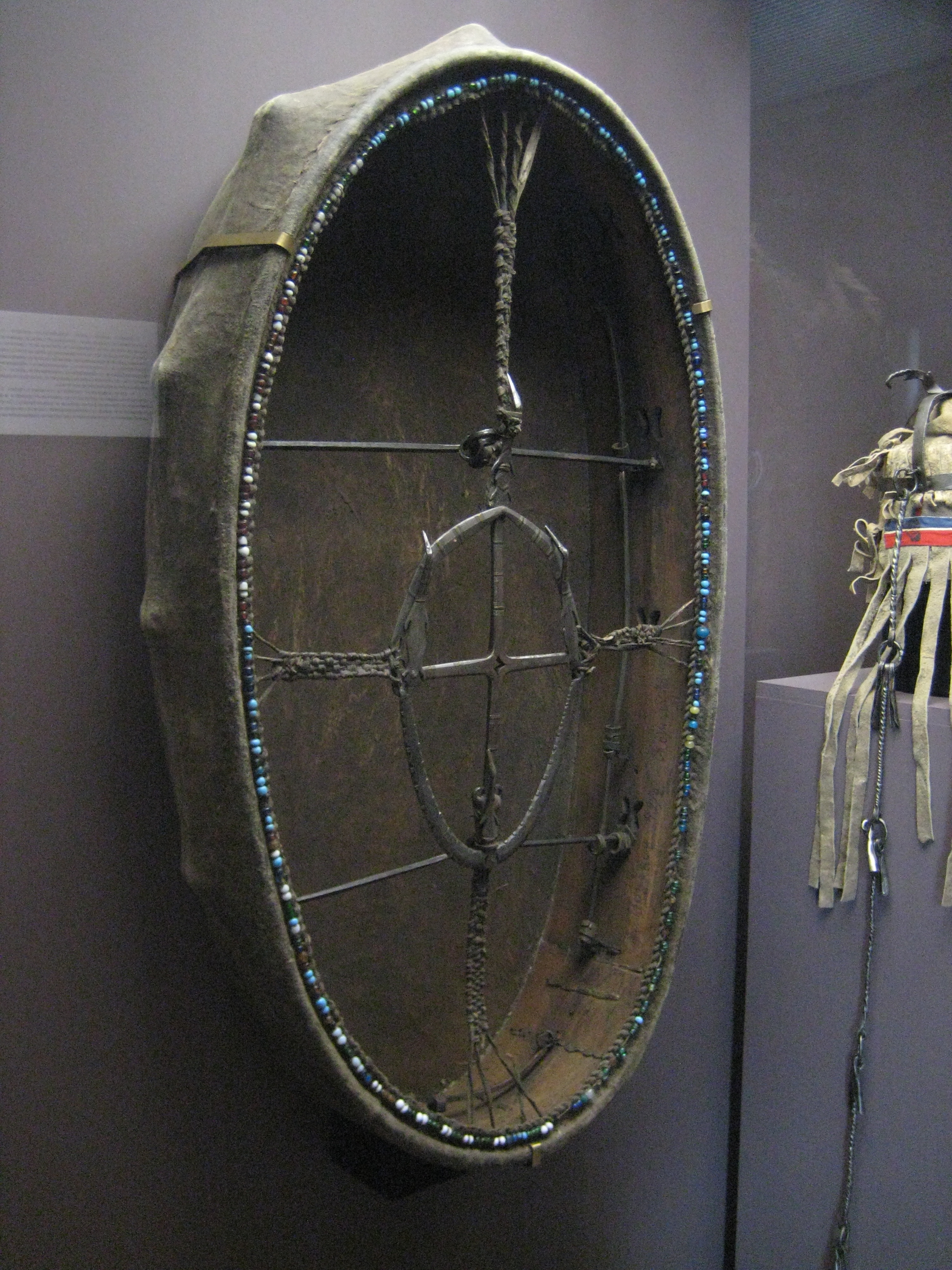
Verso du tambour et ses poignées
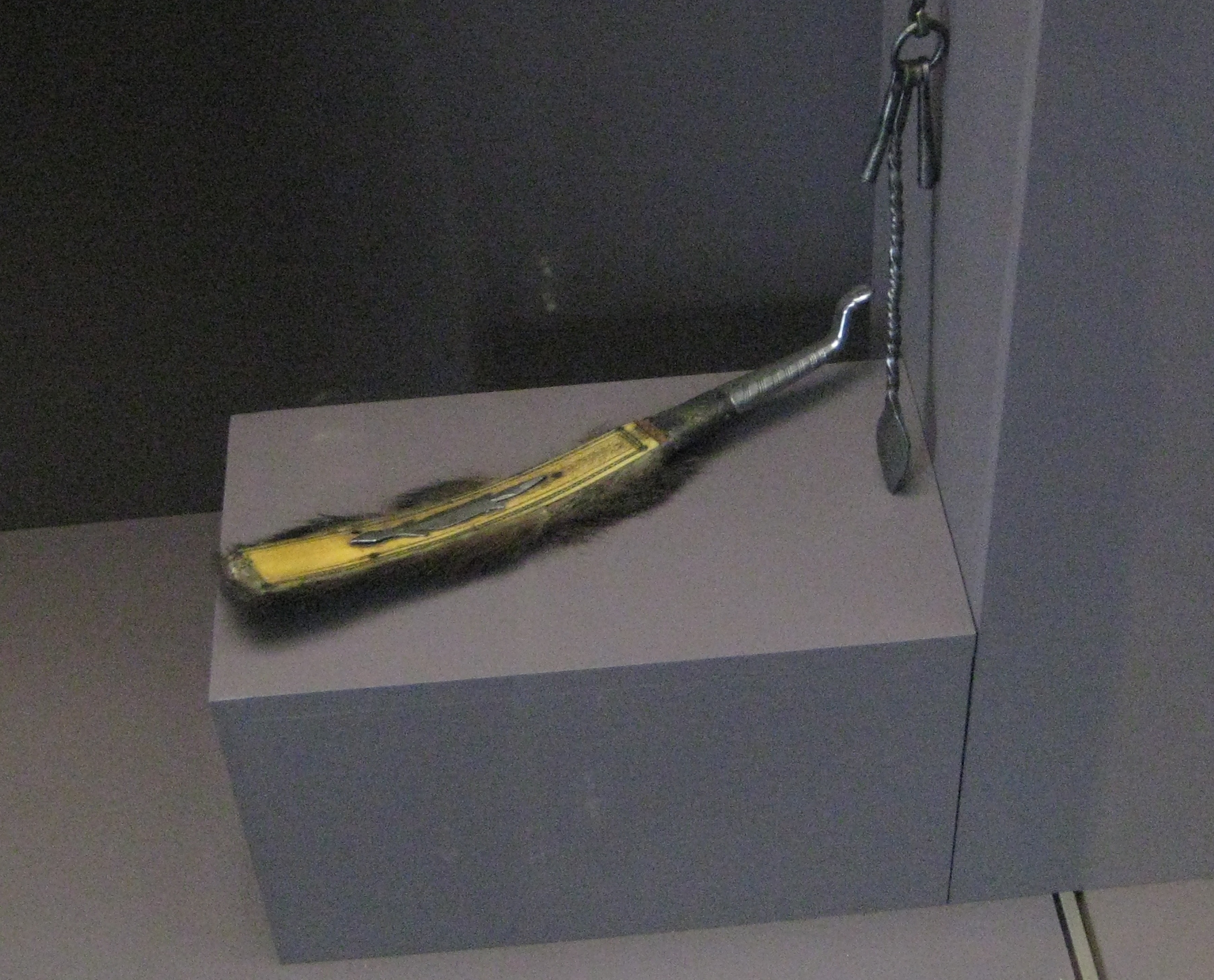
Un batteur plat fait de matériaux précieux
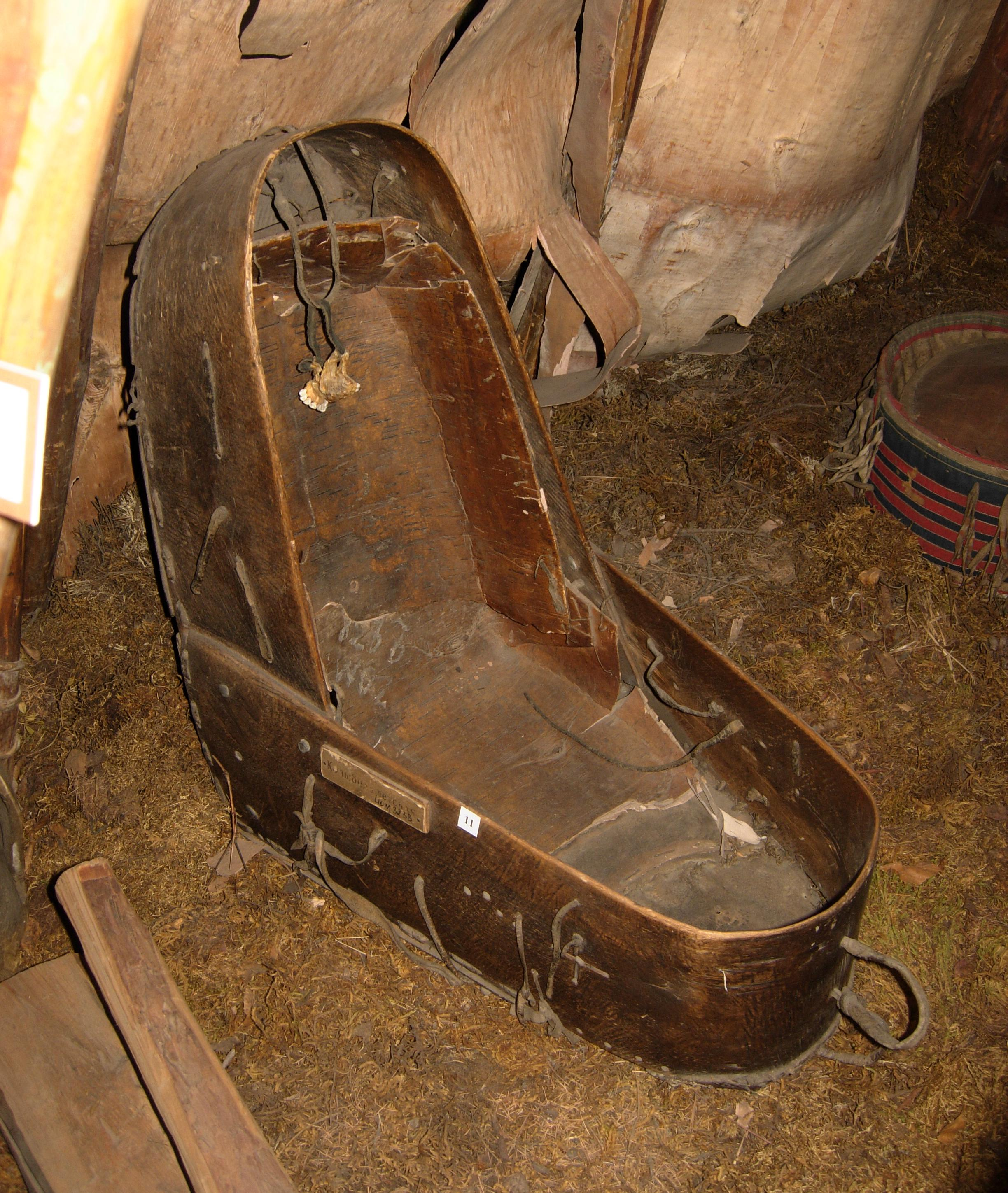
Berceau à l'intérieur d'un tchoum (hybride entre le tipi et la yourte, typique des  peuples de Sibérie nomades)
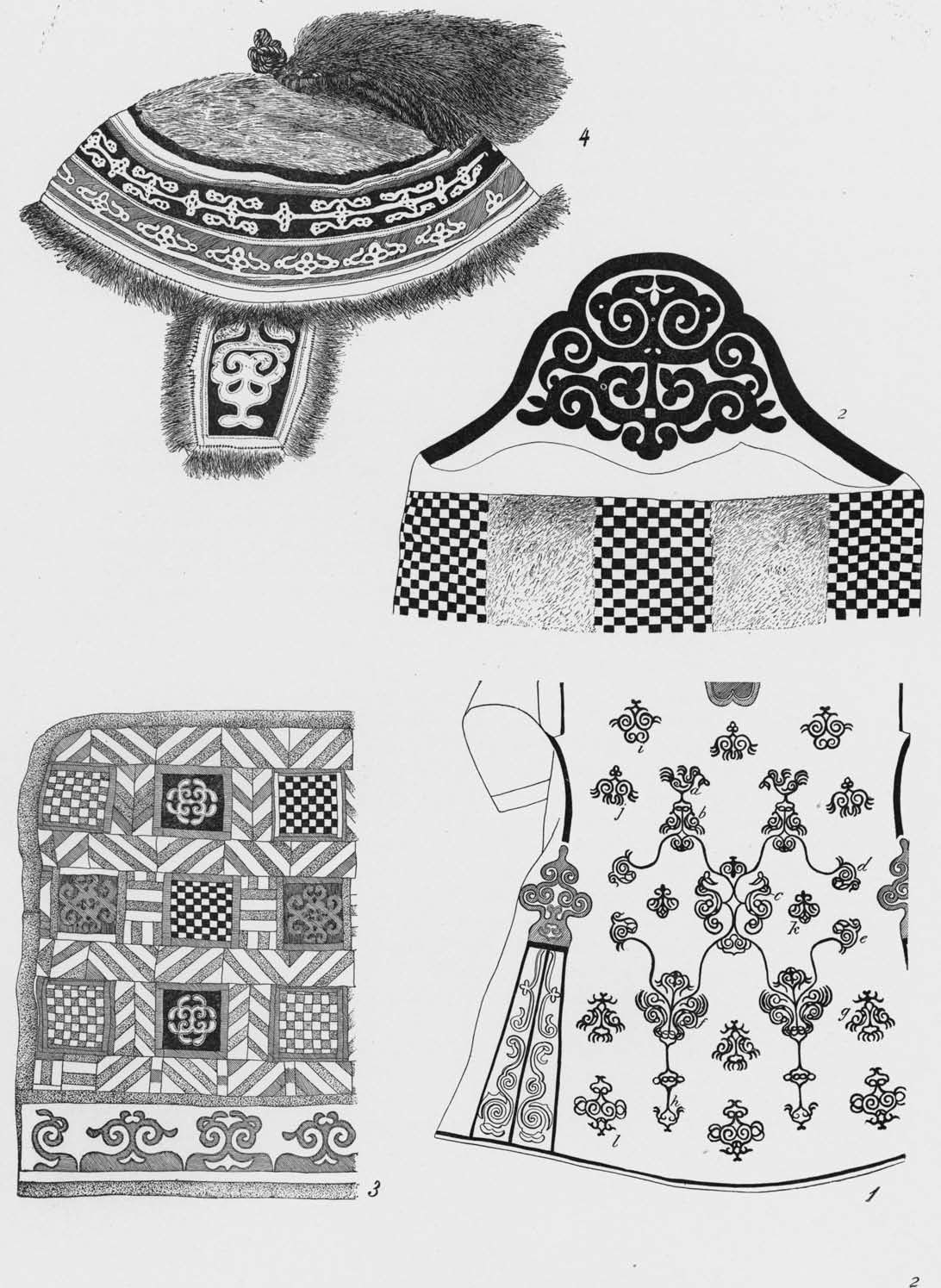
Motifs traditionnels de l'habit
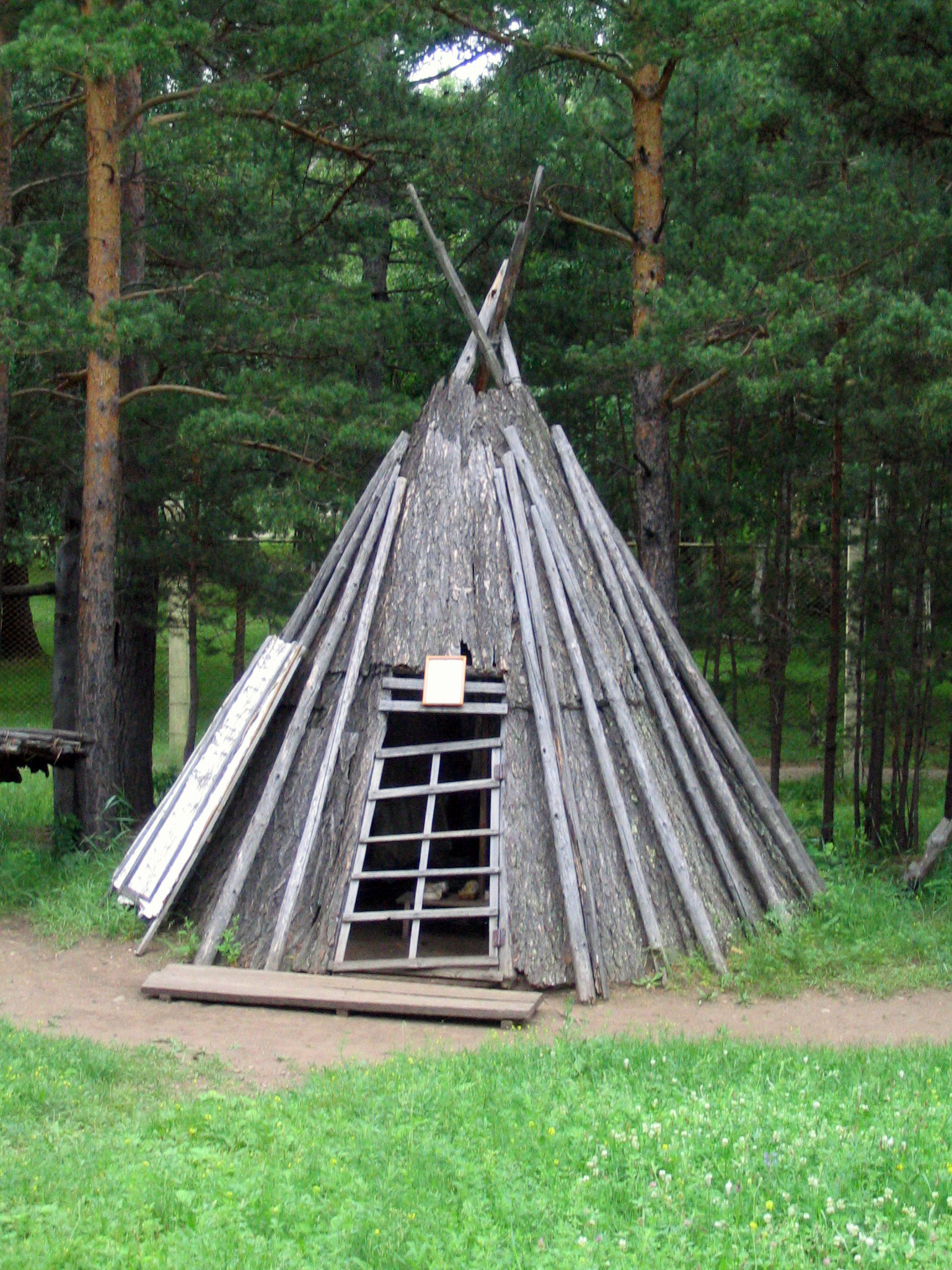
Tchoum evenk dont la couverture est constituée d'écorce (certains sont enveloppés de peaux)
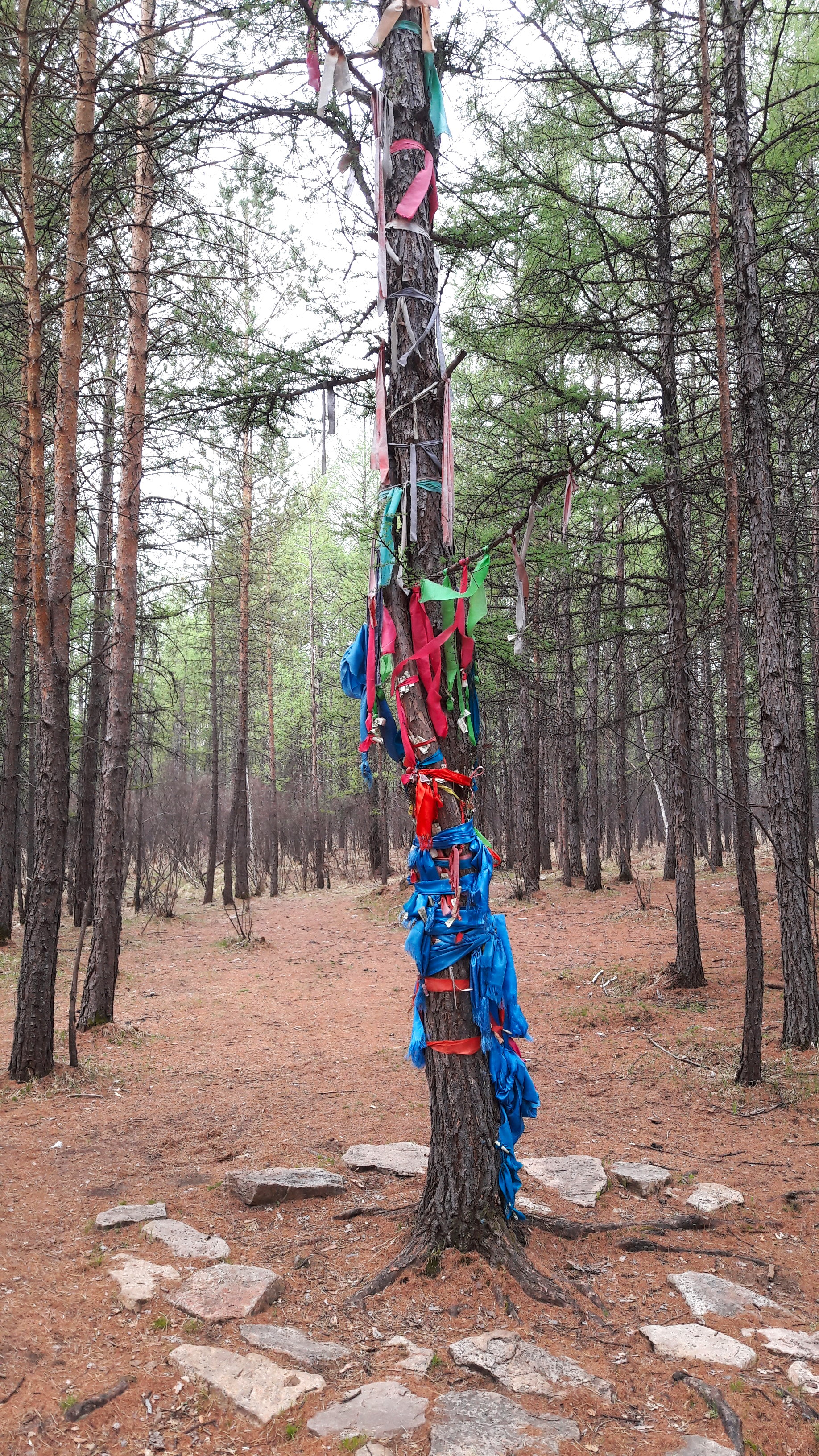
Arbre-esprit evenk. Cet arbre est placé à un point où les forces cosmiques et terrestres s'échangent, selon les traditions locales

## Personnalités Evenks connues
- Galina Varlamova (1951-2019), philologue russe spécialiste du folklore Evenks.

### Filmographie
- Nomades land : Yakoutie, film de John Jackson, Gédéon Programmes, Paris, 2007, 52 min (DVD)
- (en) The Ewenki on the banks of the Argun river: the chinese historical ethnographic film series, 1957-1966, film de Karsten Krüger et Zhang Dafeng, IWF Wissen und Medien gGmbH, Göttingen, 2007, 30 min 30 s (DVD)
- L'École nomade, film de Michel Debats, Office national du film du Canada, Montréal, 2008, 50 min
- Manteau de chamane Evenk, film de Frédéric Ramade, Arte vidéo, ADAV, 2009, 26 min (DVD)
- Le Dernier chaman d'Ewenke 《鄂温克最后的萨满》, 100 min, 2012, de Han Kaichen (韩凯臣), fiction racontant la vie réelle, mais romancée d'une chamane Evenk, basée sur des documents ethnologiques.